# ミネラル
ミネラル（mineral）は、一般的な有機物に含まれる4元素（炭素・水素・窒素・酸素）以外の必須元素である。無機質、灰分（かいぶん）などともいう。蛋白質、脂質、炭水化物、ビタミンと並び五大栄養素の1つとして数えられる。
日本では13元素（亜鉛・カリウム・カルシウム・クロム・セレン・鉄・銅・ナトリウム・マグネシウム・マンガン・モリブデン・ヨウ素・リン）が健康増進法に基づく食事摂取基準の対象として厚生労働省により定められている。
しかし、技術の進歩によって、人体には亜鉛よりも多量のケイ素や銅よりも多量のルビジウムやストロンチウムが含まれていることが立証されていること、英語の「Mineral」は「鉱物」という意味で塩素やヨウ素などは含めにくいこと、必須微量元素であるかないかの立証は難しいこと、などの問題から厳密な定義はない。ヒトにとって13元素以外ですでに国際的に合意が形成されているイオウ（硫黄）・塩素・コバルトを除き、ニッケル・カドミウム・リチウム・ゲルマニウム・臭素・バナジウム・鉛・アルミニウム・フッ素・ホウ素・ヒ素など必須元素であるかの議論が行われている。
生物の種類や性別、成長段階によって必要な種類や量は異なる。すべての要素は適度な量を摂ることが良く、欠乏症だけでなく過剰摂取も病気の原因ともなる。
ミネラルは人の体内で作ることはできないため、毎日の食事から摂取する必要がある。

## 必須ミネラル
以下の元素が食事摂取基準によって一定量の摂取に努めることが必要なミネラルであると規定されている。　ただしヒトにとっての必須ミネラルにはこれ以外にはっきり分かっているだけでも必須常量元素としてイオウ（硫黄）と塩素があり、必須微量元素としてコバルトがある。

### 多量ミネラル[3]
- カリウム
- ナトリウム
- リン
- カルシウム
- マグネシウム

### 微量ミネラル[4]
- 亜鉛
- マンガン
- 銅
- ヨウ素
- セレン
- モリブデン
- クロム
- 鉄

## 食事摂取基準に含まれるミネラル

### 日本人の食事摂取基準に含まれるミネラル
「日本人の食事摂取基準（2020年版）」策定検討会報告書に基く、成人（18歳以上）のミネラルの摂取基準量（単位mg/日）範囲。

この摂取量は、全て各性・年齢区分における参照体位を想定した値である。参照体位と大きく異なる体位を持つ個人又は集団に用いる場合には注意を要する。また、栄養素については、身体活動レベルII（ふつう）を想定した値である。この身体活動レベルと大きく異なる身体活動レベルを持つ個人又は集団に用いる場合には注意を要する。

| 多量ミネラル         | 推定平均必要量 | 推奨量        | 目安量     | 目標量         | 耐容上限量 | 機能等 |
| -------------------- | -------------- | ------------- | ---------- | -------------- | ---------- | --- |
| カリウム             | -              | -             | 2000〜2500 | 2600〜3000以上 | -          | 細胞内液の主要な陽イオンとして体液の浸透圧や酸・塩基平衡を調節する。神経や筋肉の興奮伝達に関与する。上限量は定められていないが、慢性腎臓病で血清カリウム値5.5mEq/L以上の場合は摂取制限が必要。 |
| ナトリウム           | 600            | -             | -          | 2600〜3000未満 | -          | 細胞外液の主要な陽イオンとして体液の浸透圧や酸・塩基平衡を調節する。神経や筋肉の興奮伝達に関与する。目標量は食塩相当量（6.5〜7.5g未満）からの逆算値。 |
| リン                 | -              | -             | 800〜1000  | -              | 3000       | カルシウムと共にハイドロキシアパタイトとして骨格を形成する。ATPの形成、その他の核酸や細胞膜リン脂質の合成、細胞内リン酸化を必要とするエネルギー代謝に関与する。 |
| カルシウム           | 500〜650       | 600〜800      | -          | -              | 2500       | リンと共にハイドロキシアパタイトとして骨格を形成する。筋肉の収縮に関与する。 |
| マグネシウム         | 220〜310       | 270〜370      | -          | -              | -          | 骨や歯の形成並びに多くの体内の酵素反応やエネルギー産生に関与する。通常の食品以外からの摂取上限量として350mg/日が定められている。 |
| 微量ミネラル         | 推定平均必要量 | 推奨量        | 目安量     | 目標量         | 耐容上限量 | 機能等 |
| 鉄                   | 6.5〜13.5      | 7.5〜16       | -          | -              | 40〜50     | ヘモグロビンや各種酵素を構成する。妊娠や月経により必要量が大幅に増加する。 |
| 亜鉛                 | 6〜10          | 8〜12         | -          | -              | 30〜35     | 各種酵素を構成し、二酸化炭素と炭酸水素イオンの変換、遺伝子の複製などに関与する。 |
| マンガン             | -              | -             | 3.5〜4     | -              | 11         | アルギナーゼ、マンガンスーパーオキシドジスムターゼ(MnSOD) 、ピルビン酸脱炭酸酵素を構成する。 |
| 銅                   | 0.6〜1.1       | 0.7〜1.3      | -          | -              | 7          | 各種酵素を構成し、エネルギー生成や鉄代謝、細胞外マトリクスの成熟、神経伝達物質の産生、活性酸素除去などに関与する。授乳や妊娠により必要量が大幅に増加する。 |
| ヨウ素               | 0.095〜0.195   | 0.13〜0.27    | -          | -              | 3〜5       | 甲状腺ホルモンを構成し、生殖、成長、発達等の生理的プロセスを制御し、エネルギー代謝を亢進させる。授乳や妊娠により必要量が大幅に増加する。 |
| セレン               | 0.02〜0.035    | 0.03〜0.045   | -          | -              | 0.35〜0.4  | セレノシステイン残基を有するたんぱく質(セレノプロテイン)を構成し、抗酸化システムや甲状腺ホルモン代謝に関与する。 |
| モリブデン           | 0.02〜0.025    | 0.025〜0.03   | -          | -              | 0.5〜0.6   | キサンチンオキシダーゼ、アルデヒドオキシダーゼ、亜硫酸オキシダーゼの補酵素として機能する。 |
| クロム               | -              | -             | 0.01       | -              | 0.5        | 耐糖能異常を起こしたラットや糖尿病の症例に3価クロムを投与すると症状の改善が認められる。しかし、実験動物に低クロム飼料を投与しても糖代謝異常は全く観察できず、ヒトの糖代謝改善に必要なクロムの量も食事からの摂取量を大きく上回る。これらのことから、3価クロムによる糖代謝の改善は薬理作用に過ぎず、クロムを必須の栄養素とする根拠はないとする説が有力である。 |
| ミネラルを含む栄養素 | 推定平均必要量 | 推奨量        | 目安量     | 目標量         | 耐容上限量 | 機能等 |
| 含硫アミノ酸         | -              | 750〜1000     | -          | -              | -          | 硫黄を23%含む。必須アミノ酸としてたんぱく質を構成する。推奨量は15mg/kg体重/日を参照体位によって換算した値。WHOの原典ではメチオニン10.4mg、システイン4.1mgを推奨している。 |
| ビタミンB1           | 0.8-1.2        | 0.9-1.4       | -          | -              | -          | 硫黄を9%含む。補酵素としてグルコースや分岐アミノ酸の代謝に関与する。 |
| ビオチン             | -              | -             | 0.05       | -              | -          | 硫黄を12%含む。補酵素として好気的代謝に関与する。 |
| ビタミンB12          | 0.002-0.0027   | 0.0024-0.0032 | -          | -              | -          | コバルトを4.3%含む。補酵素としてホモシステインからのメチオニン生成や葉酸の再生に関与する。 |

### 日本人の食事摂取基準に含まれないが、米国の食事摂取基準に含まれるミネラル
米国の食事摂取基準に基く、成人（19歳以上）の「上表に含まれない」ミネラルの摂取基準量（単位mg/日）範囲。

| 電解質     | 目安量    | 耐容上限量 | 機能等 |
| ---------- | --------- | ---------- | --- |
| 塩素       | 1800-2300 | 3600       | ナトリウムとともに細胞外液量を維持し、細胞の正常な機能を維持する。                                                       |
| 元素       | 目安量    | 耐容上限量 | 機能等 |
| フッ素     | 3-4       | 10         | 虫歯の発生や進行を防ぎ、骨の形成を助ける。                                                                               |
| ホウ素     | -         | 20         | 人体での明らかな機能は確定されていないが、動物のデータから必要性が認められる。                                           |
| バナジウム | -         | 1.8        | 人体での機能は確定されていないが、動物で欠乏すると腎障害が認められる。                                                   |
| ニッケル   | -         | 1          | 人体での明らかな機能は確定されていないが、補酵素として微生物による鉄の吸収などを助けている可能性がある。                 |
| ヒ素       | -         | -          | 人体での機能は確定されていないが、動物のデータから必要性が認められる。上限量は定められていないが、無機ヒ素は毒性が強い。 |

## ミネラルではない物質
以下の物質はミネラルであるとは認められていない。
| 元素                   | 耐容上限量 | 機能等 |
| ---------------------- | ---------- | --- |
| ケイ素                 | -          | 地殻の主要な構成物質である。人体での機能は認められていない。 |
| 化合物                 | 耐容上限量 | 機能等 |
| シリカ等のケイ素化合物 | ?          | 地上に大量に存在し、動植物や天然水、水道水にも多く含まれているほか、土や砂埃といった形で常に摂取されている。殆どは消化吸収されずに排泄され、血中に吸収されたものも尿を通じて排泄される。意図的に多量に摂取した場合腎臓を傷害する可能性がある。一時期、人体での機能が認められていたが、今では認められなくなり、欠乏症も存在しない。 |